# 두류젊음의 거리
두류젊음의 거리는 대한민국 대구광역시 달성군 두류동에 위치한 대구광역시의 거리이다. 두류역 ~ 감삼역 지역, 광장코아 앞의 맛집과 술집 거리를 아울러 '두류 젊음의 거리' 라는 별칭으로 부르며, 광장코아를 줄여 흔히 '광코'라고도 한다. 두류역 7번 출구에서 약 250m에 걸쳐 있으며, 약 1만9천834㎡(6천 평) 규모로 형성된 골목이다.

## 역사
1970년대 초반까지만 해도, 이 지역은 논밭으로 둘러싸인 외곽 지역이었으며, 두류 네거리 서쪽에는 감삼못이 넓게 펼쳐져 있었다. 1984년 광장타운이 건설되고 감삼못이 매립되면서 강창교까지 이어지는 대서로가 생기며 하나둘 상권이 생기기 시작했다.
10여 년 전까지만 해도, 두류동 거리는 민속주점, 실비집, 삼겹살집 등이 모여 있는 허름한 골목으로, 퇴근한 직장인이나 지역 주민들이 간단하게 술을 마시며 모이던 장소였다. 그러나 2005년 도시철도 2호선 개통 이후, 상권이 크게 확장되어 '젊음의 광장' 으로 불리며 150여 개의 다양한 음식점이 생겨나고, '제 2의 동성로'로 라 불릴만큼 거대한 상권이 되었다. 특히 젊은 층을 중심으로, 활기찬 상권으로 자리잡았다.
그러나 코로나 19 이후 두류동 상권은 큰 피해를 입었다. 3년간 이 일대 상가의 월 평균 매출이 30% 이상 감소했으며. 두류동 상가의 월 평균 카드 매출은 9,400만 원에서 6,000만 원대로 감소했고, 상업활동 인구도 약 1,500명 줄어들며 어려운 시기를 겪었다.
2022년 대구·경북지방중소벤처기업청에서 선정한 '상권 활성화 대상'에 선정되었고, '상권르네상스 공모사업'에 선정되어 80억 가량의 지원을 받게 되었다. 달서구청에서도 지역 경제 피해를 회복하기 위해 '두류 먹거리타운 조성사업'을 추진하는 등 상권 활성화를 위해 애쓰고 있다.
2024년 기준 두류동의 5개 상권, 총 704개 사업체를 대상으로 상권 활성화 사업을 추진 중이다. 2023년에는 노후 시설 재정비에 집중했으며, 올해는 상징적인 공간 조성으로 두류젊코센터를 건설 중이며, 컨설팅 프로그램과 대표상품 개발로 핵점포를 육성하고, 올해 5개소의 추가 핵점포와 4개의 대표상품을 개발할 예정이다.
사업 홍보를 위해 '두류젊코 청년 서포터즈' 라는 서포터즈 활동도 진행 중이다.

## 시설

### 두류역 인근 상권
두류역 인근에는 지하철쇼핑센터인 두류아울렛 쇼핑몰이 위치해 있어, 다양한 쇼핑을 한곳에서 해결할 수 있는 원스톱 쇼핑 공간으로 기능하고 있다.
또한, 롯데시네마 광장점, 이월드, 두류공원 등 다양한 문화 및 여가 공간이 가까이 있어 데이트 장소로도 인기가 높다.
이 지역을 중심으로 주변에는 화장품 가게, 패션몰, PC방 등 다양한 상업시설이 들어서며, 젊은 층의 수요를 충족시키기 위해 지속적으로 상권이 확장되고 있다.

### 축제
대구치맥페스티벌, 두류 젊음의거리 맛 페스티벌 등 매년 다양한 축제가 개최된다.